# Scolopax
Scolopax es un género de aves caradriformes perteneciente a la familia Scolopacidae. Incluye a ocho especies vivas de chochas de distribución mundial.
Se caracterizan por tener picos muy largos y finos, plumajes crípticos, y patas cortas (para ser caradriformes).

## Especies
- Scolopax rusticola Linnaeus, 1758 - chocha perdiz;
- Scolopax mira Hartert, 1916 - chocha de Amami;
- Scolopax saturata Horsfield, 1821 - chocha oscura;
- Scolopax rosenbergii Schlegel, 1871 - chocha papúa;
- Scolopax bukidnonensis Kennedy, Fisher, Harrap, Diesmos y Manamtam, 2001 - chocha filipina;
- Scolopax celebensis Riley, 1921 - chocha de Célebes;
- Scolopax rochussenii Schlegel, 1866 - chocha moluqueña;
- Scolopax minor Gmelin, 1789 - chocha americana;

Especies extintas:
- Scolopax anthonyi (Wetmore, 1920) - chocha puertorriqueña;
- Scolopax brachycarpa Steadman y Takano, 2015 - chocha de la Española;